# Ministerio de Educación (Bolivia)
El Ministerio de Educación en Bolivia es el organismo gubernamental de alto nivel, encargado de la gestión, fomento y fiscalización de la educación sistemática en Bolivia. Esta entidad del Estado está encargada de garantizar una educación para el trabajo, comunitaria y de calidad para todos los habitantes.  
Tiene como misión implementar, diseñar y poner en practica políticas equitativas, intraculturales, interculturales, plurilingües, científicas, técnica - tecnológica, de calidad, con participación social, incluye elaborar los programas, planes y proyectos educativos que habrán de aplicarse en las escuelas públicas y privadas de todos los niveles formativos (básico, normal, superior, técnica, industrial, comercial, agrícola, militar, profesional, deportiva, científica, de artes y oficios, incluyendo la educación que se imparta a los adultos). Su visión es formar personas que contribuyan para una sociedad justa, equilibrada y que tengan una relación armónica con la naturaleza para vivir bien.
Desde el 7 de noviembre de 2008 hasta el 11 de noviembre de 2019 el ministro de Educación fue Roberto Aguilar.
Desde el 28 de enero, hasta el 19 de octubre de 2020 se posesiona interinamente como ministro de educación Víctor Hugo Cárdenas.
Desde el 9 de noviembre de 2020 se posesiona como ministro de educación por parte del gobierno de Luis Arce, el ministro Adrián Quelca, hasta su renuncia por acusaciones de corrupción, el 12 de noviembre de 2021

## Organización
El ministerio de Educación se subdivide en:
- Viceministerio de Ciencia y Tecnología
- Viceministerio de Educación Alternativa y Especial
- Viceministerio de Educación Regular
- Viceministerio de Educación Superior de Formación Profesional

## Ministros
El ministro de educación anterior fue Roberto Aguilar quién ha estuvo a cargo de la aplicación del nuevo modelo educativo propuesto por el gobierno del Movimiento al Socialismo
| Ministros de Educación                    | Posesionado por el Presidente de Bolivia | Periodo como Ministro o Ministra | Periodo como Ministro o Ministra | Tiempo de Duración en el Cargo Ministerial | Decreto Presidencial de Designación |
| Ministros de Educación                    | Posesionado por el Presidente de Bolivia | INICIO                           | FINAL                            | Tiempo de Duración en el Cargo Ministerial | Decreto Presidencial de Designación |
| ----------------------------------------- | ---------------------------------------- | -------------------------------- | -------------------------------- | ------------------------------------------ | ----------------------------------- |
| DÉCADA DE 1930 (Años 30s)                 |                                          |                                  |                                  |                                            |                                     |
| José María Aguirre Achá † (1877-1941)     | Hernando Siles Reyes                     | 16 de mayo de 1930               | 25 de junio de 1930              | 1 mes y 9 días                             | Decreto 16/05/30                    |
| Filiberto Osorio Tellez † (1889-1954)     | Carlos Blanco Galindo                    | 18 de julio de 1930              | 5 de marzo de 1931               | 7 meses y 18 días                          | Decreto 18/07/30                    |
| Pascual Bailón Mercado † (1886-1960)      | Daniel Salamanca Urey                    | 5 de marzo de 1931               | 9 de marzo de 1932               | 1 año y 4 días                             | Decreto 05/03/31                    |
| Alfredo Otero Pantoja (†)                 | Daniel Salamanca Urey                    | 9 de marzo de 1932               | 17 de septiembre de 1932         | 6 meses y 8 días                           | Decreto 09/03/32                    |
| Enrique Hertzog Garaizabal † (1897-1981)  | Daniel Salamanca Urey                    | 17 de septiembre de 1932         | 25 de octubre de 1932            | 1 mes y 8 días                             | Decreto 17/09/32                    |
| José Gabino Villanueva † (1881-1951)      | Daniel Salamanca Urey                    | 25 de octubre de 1932            | 11 de febrero de 1933            | 3 meses y 17 días                          | Decreto 25/10/32                    |
| Remy Rodas Eguino † (1901-?)              | Daniel Salamanca Urey                    | 11 de febrero de 1933            | 30 de noviembre de 1933          | 9 meses y 19 días                          | Decreto 11/02/33                    |
| Juan Manuel Sainz (†)                     | Daniel Salamanca Urey                    | 30 de noviembre de 1933          | 27 de noviembre de 1934          | 11 meses y 27 días                         | Decreto 30/11/33                    |
| Enrique Baldivieso Aparicio † (1902-1957) | José Luis Tejada Sorzano                 | 29 de noviembre de 1934          | 12 de abril de 1935              | 4 meses y 13 días                          | Decreto 29/11/34                    |
| Waldo Belmonte Pool † (1897-?)            | José Luis Tejada Sorzano                 | 12 de abril de 1935              | 6 de septiembre de 1935          | 4 meses y 24 días                          | Decreto 12/04/35                    |
| José María Gutiérrez Lea Plaza † (1886-?) | José Luis Tejada Sorzano                 | 6 de septiembre de 1935          | 17 de mayo de 1936               | 8 meses y 11 días                          | Decreto 06/09/35                    |
| Raúl Tovar Villa (†)                      | David Toro Ruilova                       | 17 de mayo de 1936               | 12 de octubre de 1936            | 4 meses y 26 días                          | Decreto 17/05/36                    |
| Alfredo Peñaranda Esprella (†)            | David Toro Ruilova                       | 12 de octubre de 1936            | 23 de noviembre de 1937          | 1 año, 1 mes y 11 días                     | Decreto 12/10/36                    |
| Héctor Ormachea Zalles † (1903-1969)      | Germán Busch Becerra                     | 23 de noviembre de 1937          | 12 de agosto de 1938             | 8 meses y 19 días                          | Decreto 23/11/37                    |
| Bernardo Navajas Trigo † (1891-1973)      | Germán Busch Becerra                     | 12 de agosto de 1938             | 15 de abril de 1940              | 1 año, 8 meses y 3 días                    | Decreto 12/08/38                    |
| DÉCADA DE 1940 (Años 40s)                 |                                          |                                  |                                  |                                            |                                     |
| Gustavo Adolfo Otero Vértiz † (1896-1958) | Enrique Peñaranda Castillo               | 15 de abril de 1940              | 12 de junio de 1941              | 1 año, 1 mes y 27 días                     | Decreto 15/04/40                    |
| Adolfo Vilar Mendivil (†)                 | Enrique Peñaranda Castillo               | 12 de junio de 1941              | 1 de octubre de 1941             | 3 meses y 19 días                          | Decreto 12/06/41                    |
| Arturo Pinto Escalier † (1886-1960)       | Enrique Peñaranda Castillo               | 1 de octubre de 1941             | 26 de noviembre de 1942          | 1 año, 1 mes y 25 días                     | Decreto 01/10/41                    |
| Rubén Terrazas Mojica † (1897-1944)       | Enrique Peñaranda Castillo               | 26 de noviembre de 1942          | 16 de septiembre de 1943         | 9 meses y 20 días                          | Decreto 26/11/42                    |
| Francisco Lazcano Soruco (†)              | Enrique Peñaranda Castillo               | 16 de septiembre de 1943         | 20 de diciembre de 1943          | 3 meses y 4 días                           | Decreto 259                         |
| Jorge Calero Vásquez (†)                  | Gualberto Villarroel López               | 20 de diciembre de 1943          | 21 de julio de 1946              | 2 años, 7 meses y 1 día                    | Decreto Ley 1                       |
| Aniceto Solares Llano † (1886-1972)       | Néstor Guillén Olmos                     | 24 de julio de 1946              | 26 de agosto de 1946             | 1 mes y 2 días                             | Decreto 517                         |
| Manuel Elías Coronel Ponce † (1896-1977)  | Tomás Monje Gutiérrez                    | 26 de agosto de 1946             | 10 de marzo de 1947              | 6 meses y 15 días                          | Decreto 532                         |
| Armando Alba Zambrana † (1901-1974)       | Enrique Hertzog Garaizabal               | 10 de marzo de 1947              | 14 de enero de 1948              | 10 meses y 4 días                          | Decreto 761                         |
| Alberto Salinas López (†)                 | Enrique Hertzog Garaizabal               | 14 de enero de 1948              | 1 de marzo de 1948               | 1 mes y 18 días                            | Decreto 1017                        |
| Víctor Cabrera Lozada (†)                 | Enrique Hertzog Garaizabal               | 1 de marzo de 1948               | 9 de agosto de 1948              | 5 meses y 8 días                           | Decreto 1072                        |
| José Antonio Rico Toro † (1898-1952)      | Enrique Hertzog Garaizabal               | 9 de agosto de 1948              | 4 de marzo de 1949               | 6 meses y 26 días                          | Decreto 1302                        |
| José Chávez Suárez (†)                    | Enrique Hertzog Garaizabal               | 4 de marzo de 1949               | 20 de mayo de 1949               | 2 meses y 16 días                          | Decreto 1553                        |
| Elizardo Pérez † (1892-1980)              | Mamerto Urriolagoitia                    | 20 de mayo de 1949               | 2 de agosto de 1949              | 2 meses y 13 días                          | Decreto 1638                        |
| Abraham Valdez (†)                        | Mamerto Urriolagoitia                    | 2 de agosto de 1949              | 29 de junio de 1950              | 10 meses y 27 días                         | Decreto 1698                        |
| DÉCADA DE 1950 (Años 50s)                 |                                          |                                  |                                  |                                            |                                     |
| Antonio Vicente Ardaya (†)                | Mamerto Urriolagoitia                    | 29 de junio de 1950              | 15 de febrero de 1951            | 7 meses y 16 días                          | Decreto 2101                        |
| Vicente Mendoza López † (1892-1957)       | Mamerto Urriolagoitia                    | 15 de febrero de 1951            | 16 de mayo de 1951               | 3 meses y 1 día                            | Decreto 2400                        |
| Carlos Ocampo (†)                         | Hugo Ballivián Rojas                     | 16 de mayo de 1951               | 11 de abril de 1952              | 10 meses y 26 días                         | Decreto 2545                        |
| Mario Diez de Medina † (1910-1971)        | Víctor Paz Estenssoro                    | 12 de abril de 1952              | 22 de noviembre de 1952          | 7 meses y 10 días                          | Decreto 3037                        |
| Fernando Iturralde Chinel † (1912-1970)   | Víctor Paz Estenssoro                    | 22 de noviembre de 1952          | 22 de octubre de 1953            | 11 meses                                   | Decreto 3244                        |
| Federico Álvarez Plata † (1916-2003)      | Víctor Paz Estenssoro                    | 22 de octubre de 1953            | 21 de marzo de 1956              | 2 años, 4 meses y 30 días                  | Decreto 3538                        |
| Fernando Diez de Medina † (1908-1990)     | Víctor Paz Estenssoro                    | 21 de marzo de 1956              | 18 de enero de 1957              | 9 meses y 28 días                          | Decreto 4346                        |
| Carlos Morales Guillén † (?-1994)         | Hernán Siles Suazo                       | 18 de enero de 1957              | 13 de marzo de 1957              | 1 mes y 26 días                            | Decreto 4555                        |
| Fernando Diez de Medina † (1908-1990)     | Hernán Siles Suazo                       | 25 de marzo de 1957              | 19 de abril de 1958              | 1 año y 25 días                            | Decreto 4607                        |
| Germán Monroy Block † (1914-1986)         | Hernán Siles Suazo                       | 19 de abril de 1958              | 6 de agosto de 1960              | 2 años, 3 meses y 17 días                  | Decreto 4924                        |
| DÉCADA DE 1960 (Años 60s)                 |                                          |                                  |                                  |                                            |                                     |
| José Fellman Velarde † (1922-1982)        | Víctor Paz Estenssoro                    | 6 de agosto de 1960              | 8 de enero de 1962               | 1 año, 5 meses y 2 días                    | Decreto 5537                        |
| Mario Guzmán Galarza † (?-1988)           | Víctor Paz Estenssoro                    | 8 de enero de 1962               | 22 de agosto de 1963             | 1 año, 7 meses y 14 días                   | Decreto 5962                        |
| Ciro Humboldt Barrero † (1925-2004)       | Víctor Paz Estenssoro                    | 22 de agosto de 1963             | 6 de agosto de 1964              | 11 meses y 15 días                         | Decreto 6555                        |
| Carlos Serrate Reich † (1932-2019)        | Víctor Paz Estenssoro                    | 6 de agosto de 1964              | 4 de noviembre de 1964           | 2 meses y 29 días                          | Decreto 6860                        |
| Hugo Banzer Suárez † (1926-2002)          | René Barrientos Ortuño                   | 5 de noviembre de 1964           | 6 de agosto de 1966              | 1 año, 9 meses y 1 día                     | Decreto 6944                        |
| Edgar Ortiz Lema † (1934-2021)            | René Barrientos Ortuño                   | 6 de agosto de 1966              | 4 de octubre de 1968             | 2 años, 1 mes y 29 días                    | Decreto 7792                        |
| Gustavo Adolfo Méndez Torrico (†)         | René Barrientos Ortuño                   | 4 de octubre de 1968             | 27 de abril de 1969              | 6 meses y 23 días                          | Decreto 8501                        |
| Víctor Quinteros Rasguido (†)             | Luis Adolfo Siles Salinas                | 5 de mayo de 1969                | 26 de septiembre de 1969         | 4 meses y 21 días                          | Decreto 8754                        |
| Mariano Baptista Gumucio (1933-)          | Alfredo Ovando Candia                    | 26 de septiembre de 1969         | 20 de octubre de 1970            | 1 año y 24 días                            | Decreto 8935                        |
| DÉCADA DE 1970 (Años 70s)                 |                                          |                                  |                                  |                                            |                                     |
| Huáscar Taborga Torrico † (1930-2012)     | Juan José Torres Gonzales                | 20 de octubre de 1970            | 17 de marzo de 1971              | 4 meses y 28 días                          | Decreto 9414                        |
| Hugo Poppe Entrambasaguas (†)             | Juan José Torres Gonzales                | 17 de marzo de 1971              | 21 de agosto de 1971             | 5 meses y 4 días                           | Decreto 9613                        |
| Augusto Mendizábal Moya (†)               | Hugo Banzer Suárez                       | 22 de agosto de 1971             | 28 de diciembre de 1971          | 4 meses y 6 días                           | Decreto 9861                        |
| Mario Méndez Elías (†)                    | Hugo Banzer Suárez                       | 28 de diciembre de 1971          | 4 de septiembre de 1972          | 8 meses y 7 días                           | Decreto 10058                       |
| Jaime Tapia Alipaz (†)                    | Hugo Banzer Suárez                       | 4 de septiembre de 1972          | 26 de noviembre de 1973          | 1 año, 2 meses y 22 días                   | Decreto 10454                       |
| Mario Serrate Ruíz                        | Hugo Banzer Suárez                       | 26 de noviembre de 1973          | 8 de julio de 1974               | 7 meses y 12 días                          | Decreto 11201                       |
| Waldo Bernal Pereira (1931-)              | Hugo Banzer Suárez                       | 8 de julio de 1974               | 9 de noviembre de 1976           | 2 años, 4 meses y 1 día                    | Decreto 11640                       |
| Jaime Niño de Guzmán † (1934-2018)        | Hugo Banzer Suárez                       | 9 de noviembre de 1976           | 21 de julio de 1978              | 1 año, 8 meses y 12 días                   | Decreto 14107                       |
| Hernando García Vespa (†)                 | Juan Pereda Asbún                        | 24 de julio de 1978              | 6 de noviembre de 1978           | 3 meses y 13 días                          | Decreto 15689                       |
| Humberto Cayoja Riart (†)                 | Juan Pereda Asbún                        | 6 de noviembre de 1978           | 24 de noviembre de 1978          | 18 días                                    | Decreto 15930                       |
| José Olvis Arias (†)                      | David Padilla Arancibia                  | 24 de noviembre de 1978          | 11 de mayo de 1979               | 5 meses y 17 días                          | Decreto 15977                       |
| Simón Sejas Tordoya (†)                   | David Padilla Arancibia                  | 11 de mayo de 1979               | 9 de agosto de 1979              | 2 meses y 29 días                          | Decreto 16461                       |
| Mariano Baptista Gumucio (1933-)          | Walter Guevara Arze                      | 9 de agosto de 1979              | 1 de noviembre de 1979           | 2 meses y 23 días                          | Decreto 17036                       |
| Wilfredo Cossio Aguilar (†)               | Alberto Natusch Busch                    | 1 de noviembre de 1979           | 19 de noviembre de 1979          | 18 días                                    | Decreto 17100                       |
| Carlos Antonio Carrasco (1935-)           | Lidia Gueiler Tejada                     | 19 de noviembre de 1979          | 17 de julio de 1980              | 7 meses y 28 días                          | Decreto 17118                       |
| DÉCADA DE 1980 (Años 80s)                 |                                          |                                  |                                  |                                            |                                     |
| Ariel Coca Ramírez (†)                    | Luis García Meza Tejada                  | 18 de julio de 1980              | 25 de febrero de 1981            | 7 meses y 7 días                           | Decreto 17529                       |
| Guillermo Escobar Uhry (†)                | Luis García Meza Tejada                  | 25 de febrero de 1981            | 7 de septiembre de 1981          | 6 meses y 10 días                          | Decreto 18026                       |
| Juan Vera Antezana (†)                    | Celso Torrelio Villa                     | 7 de septiembre de 1981          | 19 de julio de 1982              | 10 meses y 12 días                         | Decreto 18586                       |
| Marcelo Calvo Valda (†)                   | Guido Vildoso Calderón                   | 21 de julio de 1982              | 10 de octubre de 1982            | 2 meses y 20 días                          | Decreto 19075                       |
| Alfonso Camacho Peña † (1940-2020)        | Hernán Siles Suazo                       | 10 de octubre de 1982            | 31 de enero de 1983              | 3 meses y 21 días                          | Decreto 19230                       |
| Enrique Ipiña Melgar (1941-)              | Hernán Siles Suazo                       | 31 de enero de 1983              | 25 de agosto de 1983             | 6 meses y 25 días                          | Decreto 19394                       |
| Alcides Alvarado Daza † (1918-2002)       | Hernán Siles Suazo                       | 25 de agosto de 1983             | 10 de abril de 1984              | 7 meses y 16 días                          | Decreto 19762                       |
| Alfonso Camacho Peña † (1940-2020)        | Hernán Siles Suazo                       | 10 de abril de 1984              | 10 de enero de 1985              | 9 meses                                    | Decreto 20072                       |
| César Chávez Taborga † (1924-2011)        | Hernán Siles Suazo                       | 10 de enero de 1985              | 6 de agosto de 1985              | 6 meses y 27 días                          | Decreto 20676                       |
| Enrique Ipiña Melgar (1941-)              | Víctor Paz Estenssoro                    | 6 de agosto de 1985              | 6 de agosto de 1989              | 4 años                                     | Decreto 21045                       |
| Mariano Baptista Gumucio (1933-)          | Jaime Paz Zamora                         | 6 de agosto de 1989              | 9 de agosto de 1991              | 2 años y 3 días                            | Decreto 22293                       |
| DÉCADA DE 1990 (Años 90s)                 |                                          |                                  |                                  |                                            |                                     |
| Hedim Céspedes Cossio (1942-)             | Jaime Paz Zamora                         | 9 de agosto de 1991              | 6 de agosto de 1993              | 1 año, 11 meses y 28 días                  | Decreto 22886                       |
| Enrique Ipiña Melgar (1941-)              | Gonzalo Sánchez de Lozada                | 6 de agosto de 1993              | 11 de marzo de 1994              | 7 meses y 5 días                           |                                     |
| Juan Manuel Martínez Cusicanqui (-)       | Gonzalo Sánchez de Lozada                | 11 de marzo de 1994              | 24 de enero de 1996              | 1 año, 10 meses y 13 días                  |                                     |
| Juan Carlos Pimentel Castillo (-)         | Gonzalo Sánchez de Lozada                | 24 de enero de 1996              | 6 de agosto de 1997              | 1 año, 6 meses y 13 días                   |                                     |
| Tito Hoz de Vila Quiroga † (1949-2015)    | Hugo Banzer Suárez                       | 6 de agosto de 1997              | 6 de agosto de 2001              | 4 años                                     | Decreto 24842                       |
| DÉCADA DE 2000 (Años 2000s)               |                                          |                                  |                                  |                                            |                                     |
| Amalia Anaya Jaldin (-)                   | Jorge Quiroga Ramírez                    | 6 de agosto de 2001              | 6 de agosto de 2002              | 1 año                                      | Decreto 26277                       |
| Isaac Maidana Quisbert (-)                | Gonzalo Sánchez de Lozada                | 6 de agosto de 2002              | 19 de febrero de 2003            | 6 meses y 13 días                          | Decreto 26754                       |
| Hugo Carvajal Donoso (1953-)              | Gonzalo Sánchez de Lozada                | 19 de febrero de 2003            | 19 de octubre de 2005            | 8 meses                                    | Decreto 26937                       |
| Donato Ayma Rojas † (1941-2016)           | Carlos Mesa Gisbert                      | 19 de octubre de 2003            | 3 de febrero de 2005             | 1 año, 3 meses y 15 días                   | Decreto 27215                       |
| María Soledad Quiroga Trigo (1957-)       | Carlos Mesa Gisbert                      | 3 de febrero de 2005             | 9 de junio de 2005               | 4 meses y 6 días                           | Decreto 27999                       |
| María Cristina Mejía Barragán (-)         | Eduardo Rodríguez Veltzé                 | 14 de junio de 2005              | 22 de enero de 2006              | 7 meses y 8 días                           | Decreto 28201                       |
| Félix Patzi Paco (1967-)                  | Evo Morales Ayma                         | 23 de enero de 2006              | 23 de enero de 2007              | 1 año                                      | Decreto 28602                       |
| Víctor Cáceres Rodríguez (-)              | Evo Morales Ayma                         | 23 de enero de 2007              | 8 de junio de 2007               | 4 meses y 16 días                          | Decreto 29015                       |
| Magdalena Cajías de la Vega (1957-)       | Evo Morales Ayma                         | 8 de junio de 2007               | 7 de noviembre de 2008           | 1 año, 4 meses y 29 días                   | Decreto 29155                       |
| DÉCADA DE 2010 (Años 10s)                 |                                          |                                  |                                  |                                            |                                     |
| Roberto Iván Aguilar Gómez (1958-)        | Evo Morales Ayma                         | 7 de noviembre de 2008           | 10 de noviembre de 2019          | 11 años y 3 días                           | Decreto 29780                       |
| Virginia Patty Torres (1954-)             | Jeanine Áñez Chávez                      | 18 de noviembre de 2019          | 28 de enero de 2020              | 2 meses y 10 días                          | Decreto 4083                        |
| DÉCADA DE 2020 (Años 20s)                 |                                          |                                  |                                  |                                            |                                     |
| Víctor Hugo Cárdenas Conde (1951-)        | Jeanine Áñez Chávez                      | 28 de enero de 2020              | 8 de noviembre de 2020           | 9 meses y 11 días                          | Decreto 4141                        |
| Adrián Rubén Quelca Tarqui (1967-)        | Luis Arce Catacora                       | 9 de noviembre de 2020           | 12 de noviembre de 2021          | 1 año y 3 días                             | Decreto 4389                        |
| Edgar Pary Chambi (1961-)                 | Luis Arce Catacora                       | 19 de noviembre de 2021          | 5 de marzo de 2024               | 2 años, 3 meses y 16 días                  | Decreto 4623                        |
| Omar Véliz Ramos (1971-)                  | Luis Arce Catacora                       | 5 de marzo de 2024               | Presente                         | 1 año, 5 meses y 12 días                   | Decreto 5127                        |